# OEC Taipei Ladies Open
El OEC Taipei Ladies Open es un torneo para mujeres profesionales jugadores de tenis jugado en pistas indoor de moqueta. El evento se clasifica como un WTA Challenger Series torneo. Se celebra anualmente en la ciudad de Taipéi, Taiwán, desde 2008. 

## Historia
El torneo se jugó por primera vez en 1997 en el mismo lugar. Hizo su regreso en 2008, cuando se trataba de un ITF $ 100.000 + H Torneo. En 2012, se convirtió en el primer evento de ser parte de la WTA Challenger Series. El Grupo OEC se convirtió en patrocinador del evento en 2008. En la actualidad forma parte de la WTA Challenger Series.

## Finales anteriores

### Individuales
| Años                 | Campeona            | subcampeona       | marcador      |
| -------------------- | ------------------- | ----------------- | ------------- |
| 2019                 | Vitalia Diatchenko  | Tímea Babos       | 6-3, 6-2      |
| 2018                 | Luksika Kumkhum     | Sabine Lisicki    | 6-1, 6-3      |
| 2017                 | Belinda Bencic      | Arantxa Rus       | 7-6(3), 6-1   |
| 2016                 | Evgeniya Rodina     | Chang Kai-chen    | 6-4, 6-3      |
| 2015                 | Tímea Babos         | Misaki Doi        | 7–5, 6–3      |
| 2014                 | Vitalia Diatchenko  | Chan Yung-jan     | 1-6, 6-2, 6-4 |
| 2013                 | Alison Van Uytvanck | Yanina Wickmayer  | 6-4, 6-2      |
| 2012                 | Kristina Mladenovic | Chang Kai-chen    | 6–4, 6–3      |
| ↑ WTA 125s ↑         |                     |                   |               |
| 2011                 | Ayumi Morita        | Kimiko Date-Krumm | 6–2, 6–2      |
| 2010                 | Peng Shuai          | Ayumi Morita      | 6–1, 6–4      |
| 2009                 | Chan Yung-jan       | Ayumi Morita      | 6–4, 2–6, 6–2 |
| 2008                 | Jarmila Gajdošová   | Corinna Dentoni   | 4–6, 6–4, 6–1 |
| ↑ ITF 100K+H event ↑ |                     |                   |               |
| 1998–2007            | No posee            | No posee          | No posee      |
| 1997                 | Kerry-Anne Guse     | Catherine Barclay | 6–4, 7–6      |
| ↑ ITF 50K event ↑    |                     |                   |               |

### Dobles
| Años                 | Campeonas                              | subcampeonas                           | marcador                |
| -------------------- | -------------------------------------- | -------------------------------------- | ----------------------- |
| 2019                 | Lee Ya-hsuan Wu Fang-hsien             | Dalila Jakupović Danka Kovinić         | 4-6, 6-4, [10-7]        |
| 2018                 | Ankita Raina Karman Thandi             | Olga Doroshina Natela Dzalamidze       | 6-3, 5-7, [12-12], ret. |
| 2017                 | Veronika Kudermetova Aryna Sabalenka   | Monique Adamczak Naomi Broady          | 2-6, 7-6(2), [10-6]     |
| 2016                 | Natela Dzalamidze Veronika Kudermetova | Chang Kai-chen Chuang Chia-jung        | 4-6, 6-3, [10-5]        |
| 2015                 | Kanae Hisami Kotomi Takahata           | Marina Melnikova Elise Mertens         | 6–1, 6–2                |
| 2014                 | Chan Hao-ching Chan Yung-jan           | Chang Kai-chen Chuang Chia-jung        | 6-4, 6-3                |
| 2013                 | Caroline Garcia Yaroslava Shvedova     | Anna-Lena Friedsam Alison Van Uytvanck | 6-3, 6-3                |
| 2012                 | Chan Hao-ching Kristina Mladenovic     | Chang Kai-chen Olga Govortsova         | 5–7, 6–2, [10–8]        |
| ↑ WTA 125s ↑         |                                        |                                        |                         |
| 2011                 | Chan Yung-jan Zheng Jie                | Karolína Plíšková Kristýna Plíšková    | 7–6(7–5), 5–7, [10–5]   |
| 2010                 | Chang Kai-chen Chuang Chia-jung        | Hsieh Su-wei Sania Mirza               | 6–4, 6–2                |
| 2009                 | Chan Yung-jan Chuang Chia-jung         | Yayuk Basuki Riza Zalameda             | 6–3, 3–6, [10–7]        |
| 2008                 | Chuang Chia-jung Hsieh Su-wei          | Hsu Wen-hsin Hwang I-hsuan             | 6–3, 6–3                |
| ↑ ITF 100K+H event ↑ |                                        |                                        |                         |
| 1998–2007            | No posee                               | No posee                               | No posee                |
| 1997                 | Choi Young-ja Kim Eun-ha               | Catherine Barclay Kerry-Anne Guse      | 1–6, 6–4, 6–3           |
| ↑ ITF 50K event ↑    |                                        |                                        |                         |